# Bindungsgrenzen
Bindungsgrenzen bezeichnen im deutschen Recht gesetzliche Einschränkungen, die langfristige Bindungen in verschiedenen Vertragstypen regulieren und die Laufzeit von Verträgen begrenzen.
Es handelt sich um eine Einschränkung der Privatautonomie, um individuelle Freiheiten und grundlegende Prinzipien des Privatrechts zu schützen. Die deutsche Rechtsordnung sieht spezielle Bestimmungen vor, um überlange Bindungen in verschiedenen Vertragstypen zu regeln und gewährleistet nach Ablauf bestimmter Zeiträume ein außerordentliches Kündigungsrecht. Bindungsgrenzen dienen dem Erhalt grundlegender privater Freiheiten und objektiver Freiheiten. Sie haben Bedeutung für die Bewahrung eines ausgewogenen Verhältnisses zwischen individuellen Freiheiten und langfristigen Bindungen.

## Dienstverträge
In Dienstverträgen schützen Bindungsgrenzen, wie in § 624 S. 1 BGB und § 15 Abs. 4 S. 1 TzBfG festgelegt, die persönliche Entwicklung, Freizügigkeit und Berufsfreiheit der Beschäftigten. Die Begrenzung der Bindungszeit auf fünf Jahre dient dem Schutz der Beschäftigten vor einer grundlegenden Einschränkung ihrer privatrechtlichen Freiheiten.

## Miet- und Pachtverträge
Im Miet- und Pachtrecht (§ 544, § 581 Abs. 2, § 594b BGB) setzen Bindungsgrenzen großzügige Zeitrahmen, um die Nutzung von Sachen im Prinzip den Eigentümern zuzuweisen. Diese Regelungen schützen die Eigentumsfreiheit vor faktischer Überlagerung und erhalten eine grundlegende Freiheit des Privatrechts.

## Erbrechtliche Bindungsgrenzen
Erbrechtliche Bindungsgrenzen gewährleisten, dass jede Eigentümergeneration das größtmögliche Maß an Willensverwirklichung in Bezug auf Sachherrschaft und Testierfreiheit erhält. Durch diese Schranken wird die Zuordnungsgewissheit, eine der Vorteile der Eigentumsordnung, erhalten. So wird etwa die Einsetzung eines Nacherben mit dem Ablauf von 30 Jahren nach dem Erbfall unwirksam (§ 2109 Abs. 1 S. 1 BGB), ebenso ein Vermächtnis, das unter einer aufschiebenden Bedingung oder unter Bestimmung eines Anfangstermins angeordnet ist (§ 2162 Abs. 1 BGB) und die Anordnung der Dauervollstreckung (§ 2210 BGB).

## Darlehensrechtliche Bindungsgrenzen
Die Bindungsgrenze des § 490 Abs. 2 BGB schützt die Gebundenen nicht vor den wirtschaftlichen Folgen des Vertragsschlusses, sondern ermöglicht die Neuordnung ihrer Finanzierungsverhältnisse und wahrt ihre wirtschaftliche Handlungsfreiheit.

## Mittelbare Allgemeinwirkung
Es besteht die Möglichkeit, die den besonderen Bindungsgrenzen zugrunde liegenden Wertungen allgemein anzuwenden. Eine „mittelbare Allgemeinwirkung“ ermöglicht die Überprüfung von überlangen Bindungen außerhalb spezieller Regelungen, insbesondere im Rahmen der Auslegung des außerordentlichen Kündigungsrechts nach § 314 BGB.

## Weitere Beispiele für Bindungsgrenzen im deutschen Recht
Weitere gesetzliche Bestimmungen, die Bindungsgrenzen vorsehen, sind etwa § 309 Nr. 9 lit. a), § 489 Abs. 1, § 500 Abs. 2, § 671, § 675h Abs. 1, § 695, § 723 f., § 1202 Abs. 2 BGB sowie § 11 Abs. 2 S. 2, Abs. 4 des Versicherungsvertragsgesetzes (VVG), § 11 WBVG, § 5 FernUSG oder § 22 Abs. 2 Nr. 2 BBiG.